# Антонишин Василь Іванович
Василь Іванович Антонишин (12 січня 1933, с. Батятичі, тепер Львівський район, Львівська області — 23 серпня 1999) — український учений, фахівець у галузі переробки нафти. Доктор технічних наук (1984), професор (з 1987) кафедри хімічної технології переробки нафти та газу Національного університету «Львівська політехніка». Нагороджений знаком «Винахідник СРСР».

## Життєпис
1950 року закінчив середню школу. У 1955 році закінчив нафтовий факультет Львівського політехнічного інституту (спеціальність «Хімічна технологія переробки нафти та газу») і був направлений на роботу на екстракційний завод Бориславського рудоуправління, де до 1958 року працював інженером. З 1968 року — старший інженер-технолог Управління нафтової і хімічної промисловості Станіславського раднаргоспу.
Протягом 1961—1964 років навчався в аспірантурі при кафедрі технології переробки нафти та газу Львівського політехнічного інституту (науковий керівник — професор Б. С. Гриненко), після закінчення якої працював асистентом на цій кафедрі.
1967 року захистив кандидатську дисертацію. Того ж року почав викладати один з основних курсів — «Термічні та термокаталітичні процеси переробки нафти і газу» — для студентів спеціальності «Хімічна технологія переробки нафти та газу» факультету технології органічних речовин Львівського політехнічного інституту. Керував курсовим і дипломним проектуванням. 1970 р. став доцентом кафедри хімічної технології переробки нафти та газу.
1984 року здобув учений ступінь доктора технічних наук. З 1987 — професор кафедри хімічної технології переробки нафти та газу Львівської політехніки.
Під його керівництвом і безпосередньо з його участю на кафедрі створено новий науковий напрям та наукову школу хімічної переробки високомолекулярних сполук нафти. Керівник групи науковців у проблемній науково-дослідній лабораторії та НДС-12, де розроблено процеси одержання сульфокатіонітів, бензолпо лікарбонових кислот, адгезійних
присадок до нафтових бітумів, оксидаційне очищення нафтових фракцій та утилізації кислих гудронів (сірчанокислих відходів нафтопереробки)
Керівник і науковий консультант п'ятьох аспірантів, які захистили кандидатські дисертації. Автор понад 150 наукових праць та навчально<методичних посібників, зокрема й 28 авторських свідоцтв на винаходи.
Василь Антонишин брав участь у багатьох наукових та науково-технічних конференціях, присвячених проблемам
переробки нафти і газу, нафтохімії й утилізації нафтових відходів, у Києві, Мінську, Ташкенті, Москві, Тобольську, Баку, Львові, Санкт-Петербурзі. Був членом НТШ.
Помер у серпні 1999 року.